# Ruisseau du Montant
Pour les articles homonymes, voir Montant.
Le ruisseau du Montant est une  rivière du sud de la France dans le département Haute-Garonne dans la région Occitanie c'est un affluent rive gauche de la Saudrune donc un sous-affluent de la Garonne par le Touch.

## Géographie
De 10,1 km de longueur, le ruisseau du Montant prend sa source sur la commune de Rieumes sous le nom de Riou Pichou, et se jette dans la Saudrune sur la commune de Saint-Clar-de-Rivière.

## Département communes traversées
Dans le seul département de Haute-Garonne communes : Rieumes, Poucharramet, Sainte-Foy-de-Peyrolières, Cambernard, Saint-Clar-de-Rivière.

## Principaux affluents
- Ruisseau de Goujon : 3,3 km
- Ruisseau du Cassé : 2,9 km